# Anguerny
Anguerny – miejscowość i dawna gmina we Francji, w regionie Normandia, w departamencie Calvados. W dniu 1 stycznia 2016 roku z połączenia dwóch ówczesnych gmin – Anguerny oraz Colomby-sur-Thaon – powstała nowa gmina Colomby-Anguerny. Siedzibą gminy została miejscowość Anguerny. W 2013 roku populacja Anguerny wynosiła 770 mieszkańców. 